# Leonhard Hutz
Leonhard Hutz (auch Leonard Hutz, Leonardo Hutz oder Leonardu Hutus, * 15. Jahrhundert; † 16. Jahrhundert) war ein deutscher Drucker der Renaissance, der in Valencia und später in Saragossa wirkte.

## Leben und Werk
Anfänglich war Leonhard Hutz von 1493 bis 1495 mit seinem Partner Peter Hagenbach in Valencia als Buchdrucker tätig. Möglicherweise ist Leonhard Hutz auch mit Leonardus Alemanus identisch, der 1496 mit Lope Sanz in Salamanca tätig war. Als Nachfolger des verstorbenen Paul Hurus ist Hutz zusammen mit Wolf Appentegger und Georg Coci (auch Georg Koch) in Saragossa nachgewiesen. Nachdem Appentegger aus dem Geschäft ausgestiegen war, druckte Hutz zusammen mit Coci. 1505 und 1506 taucht er erneut als Drucker in Valencia auf. 1515 wird er in Saragossa als Schriftgießer erwähnt. 1495 hatte er zusammen mit Hagenbach die Ars musicorum von Guillem Despuig in Valencia verlegt.
Leonhard Hutz war einer der zahlreichen deutschen Drucker, die in der zweiten Hälfte des 15. Jahrhunderts die Druckkunst in Spanien und Portugal verbreiteten.